# 教育史

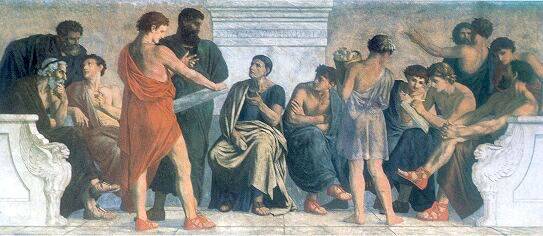
亚里士多德的学园,Gustav Spangenberg的湿壁画

教育史，或教育的历史，是关于系统发展的教学和学习的历史。可以说，从人类的出现开始，每一代人，都通过某种方式将这一代人拥有的价值观，传统，方法和技能传递给下一代。 这种文明的传递被称作文明化，而学习社会价值观和正确行为的过程则叫做社会化。教育课程的历史变迁反映了历史本身，反映了人类的知识，信仰，技能和人类文化。
当古老文明的传统习俗和知识变得越来越复杂时，很多技术就从熟练的人那里传授给后人。这些技术包括：畜牧技术，农业技术，食品加工技术，建筑技术，军事技术，等等。
口头传统在没有书面语言的社会中极为重要。 在前工业化时代里，教育是和行政、法律、长途运输与商贸以及宗教等紧密联系的。 正式的学校教育只会在宗教场所或有钱有权的人的住所被提供给少数社会精英。
对孩童的广泛教育只是在最近150到200年出现的（在某些发展中国家甚至只是在近50年）。历史上，有的社会会为年轻人提供特殊的教育及培训，在欧洲和中国尤其如此。这些教育的目的是培养神职人员，官员和商人。而大多数手工艺人的学习是在师徒关系中进行的。例如，在19世纪中叶以前，大多数的律师和医生都是这样学习专业知识的。

## 史前教育
人类历史的大部分时间都是在史前时代度过的。那时，没有文字，也没有被记录下来的历史。在史前社会中，教育通过口头形式和观察得以完成。年轻人从父母，家庭和祖辈那里学习。之后，他们从与他们没有血缘关系的人那里，在宗教或仪式中更正式地学到知识。  某些传统知识是通过故事、传奇、民歌、仪式和歌曲表达出来的，而不需要一个书写系统。有时，他们用修辞和韵脚来帮助这一过程。这是一些口语化的方式。这些保存下来的故事也被作为口头传统的一部分。

## 古文明中的教育

### 文字的发展
从大约公元前3500年开始，世界上许多文明就开始发展书写系统。现在普遍认为前3500年左右的苏美尔人的楔形文字（一些人称为“丁头字”）是世界上最早的文字，在此之前，也存在不少类似文字的刻划符号。
在古埃及，早在公元前3400年，在阿比多斯，人们就开始使用完整的象形文字系统。
世界上最早的字母文字则是前1000年左右的腓尼基字母。现在广为使用的拉丁字母来源于希腊字母，而后者直接来源于腓尼基字母。
在中国，在数万片甲骨上发现了可追溯到公元前约1400至1200年的商代的甲骨文。
此外，在公元前3世纪，美洲出现了玛雅脚本。从至少公元前2世纪开始，世界各地的人们在蜡板，树皮，叶子，牛皮纸上写字。

### 古老文明中的正规教育
在许多早期文明中，教育是和维护权利，保持富有相联系的。有时，它也与当时的哲学观，信仰和宗教相联系。

#### 中东
在美索不达米亚，早期的楔形文字系统需要多年的学习才能掌握。因此，只有数量有限的人被聘为文士，接受阅读和写作训练。只有王室的后代和富人、文士、医生和寺庙管理员的儿子们能够接受教育。大多数的男孩从父亲或别人那儿学一门手艺。 女孩则呆在家里，和母亲学习家务，烹饪以及照看孩子。之后，随着韵文的广泛传播，越来越多的人受到了教育。再往后，巴比伦的城镇和寺庙中几乎都有了图书馆。就像一句苏美尔谚语说的那样：“想在学校里学好，那你就得起得早。”于是，出现了一个文化人的阶级。许多有文化的人务农，但也有一些担任私人秘书或是律师。不仅是男人，女人也开始学习读写。
在古埃及，教育主要针对的是一些精英。只有有着特定背景的人才能接受成为文化人的训练，例如那些为寺庙，法老或军事当局服务的人。象形文字本身很难学，但是之后的几个世纪，为了保护文化人的地位，它被故意弄得更难学。在法老治下的埃及，估计识字率不超过1%， 或在1%和1.5%之间。
在古代以色列，圣经（基本的宗教文本）教导人们去阅读、学习、教授和书写圣经，这就需要教育和学习。在公元64年，大祭司开放了学校 。培养记忆技巧和理解口头重复的文件非常被重视。虽然女孩没有得到正宗犹太小学的教育，为了持家，为了在孩子七岁前教育孩子她们也要学习一些东西。虽然有这样的学校系统，但是孩子们应该没有受到广泛的教育，因为公元一世纪，至少90%的犹太人最多只会写自己的名字，甚至完全不会读写。识字率大约3%。

#### 印度
在公元前1500年到600年，吠陀时代的古印度，大多数教育都与吠陀经有关，或者印度教的经文。
最初，教育在吠陀社会中是自由的，但随着时间的推移，它慢慢变成了种姓制度的基础和婆罗门的特权。

#### 中国
上古时期，舜时，设庠为教，分下庠，上庠，七岁入下庠，庶老为师，十五岁入上庠，国老为师。相传在夏朝，国家就设立了以“序”为形式的官方学校，到了商代中华文明已经有了一定的文化积累，并形成了成熟的文字系统，在此基础上，开始出现新的学校形式“瞽宗”。教育的对象主要面及贵族子弟，学习内容以文武、礼仪、乐舞等为主，在天文、历法方面也多有涉及。而老师则由巫师、乐师或者政府官员充当。
西周时期，政府设国学和乡学两类。国学又分大学和小学两级，而乡学则多称为庠、序、校、塾等。《礼记·王制》记载，“小学在公宫南之左，大学在郊，天子曰辟雍，诸侯曰泮宫”。西周前期，因战事频仍，学校教育以武事为主，而西周后期政权稳定，开始倾重文化教育。当时大学学习以礼、乐、射、书为主，而小学则多学六艺基础知识。而此时的教育依然以贵族教育为主，平民是很难进入官办学校学习的。
东周时期，战乱频仍，礼乐崩坏。周王失去了对全国的控制，诸侯开始为政一方，不受管制。诸侯开始在设立自己的官学，称为“庠宫”。然而此时的教育开始由官方向民间延伸和发展，“天子失官，学在四夷”，所谓“百家争鸣”就是当时教育的典型写照。孔子、孟子、墨子、荀子等等产生的儒、道、非攻，法、阴阳等思想对后世产生重大影响，也使当时的教育发生了多样性的变化。而私学盛行也是这一时期的特点之一。由于战乱频仍的关系，各国都需要大量的人才为自己服务，而私学的盛行正好满足了统治者的需要，也带来了春秋战国时期的教育繁荣。
秦始皇统一六国后，初设博士之官，掌管全国教育，因多爱批评时政，丞相李斯提出：“不师今而学古，以非当世，惑乱黔首”，并批评私学的存在，“私学而相与非法教，人闻令下，则各以学议之”。秦始皇采纳李斯意见之后，实行严酷的专制统治，取消并禁止办私学，焚书坑儒，屠杀博士和方士。要求希望学习的人“以吏为师，以法为教”。古代教育遭到沉重打击。
两汉时期，国家教育管理机构逐步完善，中央设太常兼管教育。蜀郡守文翁成都石室办学以后，地方学府兴起，由行政长官兼管。太学或其他中央学校以及地方学校主要教授学生儒家经典，兼插六艺，在辞、赋、画、书等方面也无所不包。
私学方面虽然没有得到更多发展，但在教育模式上以和官学接近。幼年以认字教育为主，少年以学习儒家经典为主，青年以研究和应用为主，基本和官办学校教授内容相同。
公元220年，曹丕即帝位后，听取吏部尚书陈群的建议，行“九品官人法”，即九品中正制。在中央和地方设立大小中正官，又中正官按照被选士人的家族出身及才学来选拔人才，由于这种选拔制度更看中家族出身，并不重视个人才学，所以逐渐形成了“上品无寒门，下品无世族”的上层式选拔模式，为世人所诟病。九品中正制终于在隋朝被科举制度所取代。

#### 希腊和罗马
在古希腊城邦中，大多数教育都是私立的，除了斯巴达。比如说，在雅典，在公元前5世纪到4世纪，除了两年的军事训练外，城邦很少管理教育。. 任何人都可以开办学校，设置课程。家长们会选择一所能够提供给他们的孩子他们认为有用的课程的学校，同时还要付得起学费。 许多家长，甚至穷人，会让他们的儿子至少上几年的学。他们从7岁到14岁，学习体育，音乐和识字。 女孩则很少接受正规教育。到了公元前350年，雅典的孩子们学习绘画和雕刻等艺术也是很常见的。最富有的学生则从智者那里接受教育，学习修辞学，学习修辞学，数学，地理，自然历史，政治和逻辑。雅典最有名的高等教育学校包括亚里士多德的学园（所谓的“逍遥学校”）和柏拉图学园。富裕的古希腊人的这种教育系统叫做派地亚（paideia）。在后来的罗马帝国里，希腊语是科学研究的主要语言，而先进的科学研究与教学主要都是在罗马帝国版图中原古希腊的那部分进行的。

## 最近的国际趋势

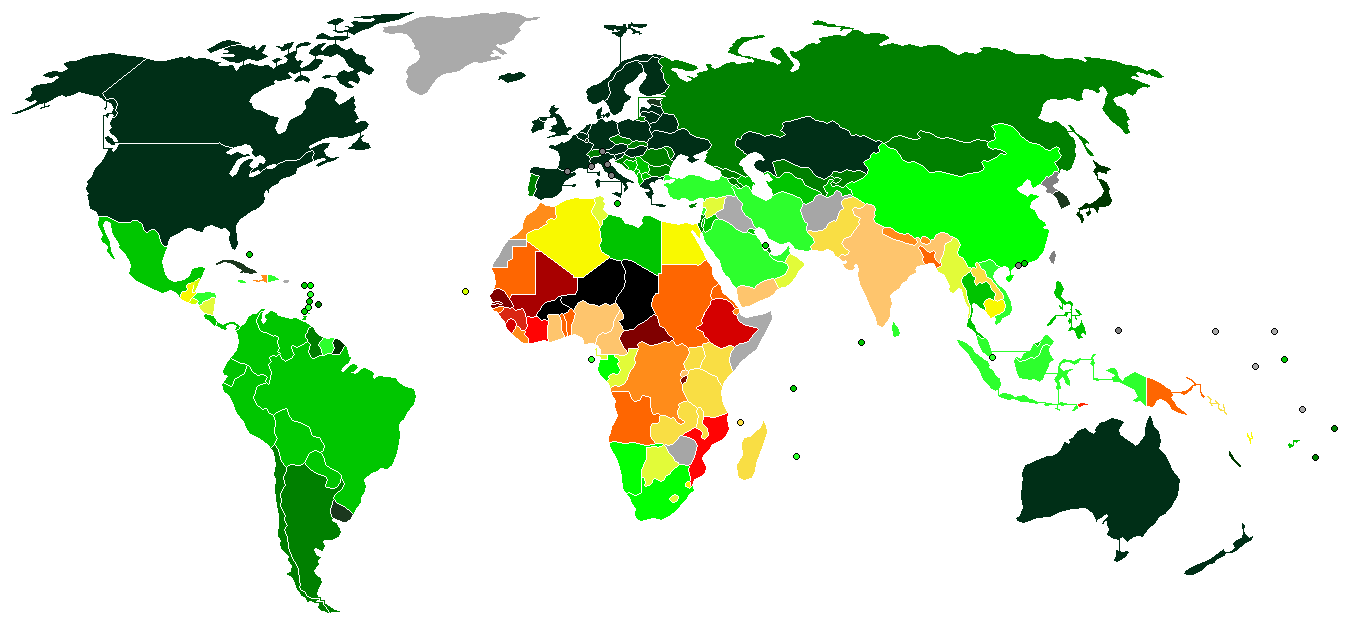
世界教育状况图(2007/2008） 来自人类发展报告)

| 0.950 and over 0.900–0.949 0.850–0.899 0.800–0.849 0.750–0.799 | 0.700–0.749 0.650–0.699 0.600–0.649 0.550–0.599 0.500–0.549 | 0.450–0.499 0.400–0.449 0.350–0.399 0.350以下 无数据 |

## 扩展阅读
- Cook, T. G. The History of Education in Europe (1974)
- Cubberley, Ellwood. The history of education (1920) online （页面存档备份，存于）
- Lee, Thomas H. C. Education in traditional China: a history (2000)
- Parkerson Donald H., and  Jo Ann Parkerson. Transitions in American education: a social history of teaching (2001)
- Peterson, Penelope et al. eds. International Encyclopedia of Education (3rd ed. 8 vol 2010) comprehensive coverage for every nation
- Sharma, Ram Nath. History of education in India (1996)
- Thelin, John R. A History of American Higher Education (2011)
- Whitehead, Barbara J. Women's education in early modern Europe: a history, 1500-1800 (1999)
- Dharampal, . (1983). The beautiful tree: Indigenous Indian education in the eighteenth century. New Delhi: Biblia Impex.